# Hendrik van Boeijen
Hendrik van Boeijen (Putten, 23 mei 1889 – Soesterberg, 30 maart 1947) was een CHU-bewindsman en een protestant van de Veluwe. Van Boeijen werd na een loopbaan bij de PTT en de provincie Zuid-Holland in 1937 verrassend minister van Binnenlandse Zaken in het kabinet-Colijn IV. Hij bleef daarna acht jaar minister en maakte ook deel uit van de Londense kabinetten, onder andere als minister van Oorlog. Hij had evenwel weinig kennis van de militaire organisatie. Van Boeijen werd tijdens de oorlogsjaren sterk gehinderd door zijn doofheid en een zwakke gezondheid. Hij was een goede organisator en werd door zijn ambtgenoten als persoon gewaardeerd, maar stond minder bekend als krachtdadig bestuurder.
Hij is ook wethouder van Voorburg en gedeputeerde en statenlid van Zuid-Holland geweest.
Zijn zoon Jacob Elbert (Jaap) van Boeijen (1931-1995) was van 1964 tot 1978 burgemeester van Tholen en van 1978 tot 1992 van burgemeester van Harderwijk.